# العلاقات الكمبودية النيوزيلندية
العلاقات الكمبودية النيوزيلندية هي العلاقات الثنائية التي تجمع بين كمبوديا ونيوزيلندا.

## مقارنة بين البلدين
هذه مقارنة عامة ومرجعية للدولتين:
| وجه المقارنة                                              | كمبوديا                   | نيوزيلندا                                              |
| --------------------------------------------------------- | ------------------------- | ------------------------------------------------------ |
| المساحة (كم2)                                             | 181.03 ألف                | 268.02 ألف                                             |
| عدد السكان (نسمة)                                         | 16.01 مليون               | 4.24 مليون                                             |
| الكثافة السكانية (ن./كم²)                                 | 88.44                     | 15.82                                                  |
| العاصمة                                                   | بنوم بنه                  | ويلينغتون، أوكلاند                                     |
| اللغة الرسمية                                             | اللغة الخميرية            | لغة إنجليزية، اللغة الماورية، لغة الإشارة النيوزيلندية |
| العملة                                                    | ريال كمبودي، دولار أمريكي | دولار نيوزيلندي، الجنيه النيوزيلندي                    |
| الناتج المحلي الإجمالي (بليون دولار)                      | 22.16 مليار               | 205.85 مليار                                           |
| الناتج المحلي الإجمالي (تعادل القوة الشرائية) بليون دولار | 54.37 مليار               |                                                        |
| الناتج المحلي الإجمالي الاسمي للفرد دولار أمريكي          | 1.16 ألف                  |                                                        |
| الناتج المحلي الإجمالي للفرد دولار أمريكي                 | 3.26 ألف                  |                                                        |
| مؤشر التنمية البشرية                                      | 0.555                     | 0.914                                                  |
| رمز المكالمات الدولي                                      | +855                      | +64                                                    |
| رمز الإنترنت                                              | .kh                       | .nz                                                    |
| المنطقة الزمنية                                           | ت ع م+07:00               | ت ع م+13:00، ت ع م+12:00                               |

## منظمات دولية مشتركة
يشترك البلدان في عضوية مجموعة من المنظمات الدولية، منها:
| علم المنظمة | اسم المنظمة                               | تاريخ انضمام كمبوديا | تاريخ انضمام نيوزيلندا |
| ----------- | ----------------------------------------- | -------------------- | ---------------------- |
|             | بنك التنمية الآسيوي                       | 1966                 | 1966                   |
|             | مؤسسة التنمية الدولية                     | 22 يوليو 1970        | 1 أكتوبر 1974          |
|             | يونسكو                                    | 3 يوليو 1951         | 4 نوفمبر 1946          |
|             | وكالة ضمان الاستثمار متعدد الأطراف        | 1 ديسمبر 1999        | 22 أبريل 2008          |
|             | الأمم المتحدة                             | 14 ديسمبر 1955       | 24 أكتوبر 1945         |
|             | الفريق المعني برصد الأرض                  | ?                    | ?                      |
|             | الاتحاد البريدي العالمي                   | ?                    | ?                      |
|             | البنك الدولي للإنشاء والتعمير             | 22 يوليو 1970        | 31 أغسطس 1961          |
|             | منتدى آسيان الإقليمي ‏                     | ?                    | ?                      |
|             | الاتحاد الدولي للاتصالات                  | 10 أبريل 1952        | 3 يونيو 1878           |
|             | منظمة حظر الأسلحة الكيميائية              | ?                    | ?                      |
|             | مؤسسة التمويل الدولية                     | 26 مارس 1997         | 31 أغسطس 1961          |
|             | المركز الدولي لتسوية المنازعات الاستشارية | 19 يناير 2005        | 2 مايو 1980            |
|             | منظمة التجارة العالمية                    | ?                    | ?                      |
|             | منظمة الشرطة الجنائية الدولية             | ?                    | ?                      |

## وصلات خارجية
- موقع وزارة الخارجية الكمبودية
- موقع وزارة الخارجية النيوزيلندية